# Mannar
Mannar (Tamil: மன்னார், Sinhalese: මන්නාරම), anteriorment s'escrivia Manar, és una ciutat important i la principal del districte de Mannar a la província del Nord, Sri Lanka. És governada per un Consell Urbà. La ciutat està localitzada a l'illa de Mannar que mira cap al Golf de Mannar i és seu del històric temple de Ketheeswaram
Mannar és conegut pel seu arbre baobab i pel seu fort, construït pel portuguesos el 1560 i capturat pels holandesos el 1658 que el van reconstruir; les seves muralles i baluards estan intactes, encara que l'interior en gran part està destruït. Anteriorment la ciutat era famosa com a centre de pesca de perles, esmentat ja al segle II en el Periplus de la mar Eritrea. Visualment la ciutat moderna està dominada pels seus temples hindús, mesquites i esglésies. L'Església catòlica té una diòcesi amb seu a la ciutat. Per tren la ciutat és connectada a la resta de Sri Lanka per la línia Mannar. Va ser ocupada pel Tigres d'Alliberament de Tamil Eelam (LTTE) durant la guerra d'independència tàmil, entre 1983 i 2009.